# Rudolf Friedrich Karl Friebe
Rudolf Friedrich Karl Friebe (* 31. August 1862 in Bielefeld; † 14. Februar 1945 in Wanfried) war ein deutscher Unternehmer und Abgeordneter des Provinziallandtages der preußischen Provinz Hessen-Nassau.

## Leben
Rudolf Friedrich Karl Friebe war der Sohn des Garnisonverwalters Gottlieb Friebe und dessen Gemahlin Auguste Gütemeyer. Er war Architekt und Bauunternehmer in Kassel-Wehlheiden, politisch aktiv und Mitglied der Deutschen Demokratischen Partei und später der Nationalliberalen Partei. Von 1904 bis 1924 war er Stadtverordneter in Kassel. 1917 erhielt er in indirekter Wahl ein Mandat für den 44. Kurhessischen Kommunallandtag des preußischen Regierungsbezirks Kassel. Aus dessen Mitte wurde er zum Abgeordneten des Provinziallandtages der Provinz Hesse-Nassau bestimmt. In beiden Parlamenten war er bis 1919 vertreten.
Er war Mitglied im Kunstverein Kassel sowie im Handels- und Gewerbeverein.